# Andre folks børn
|  | For den danske dokumentarfilm af samme navn, se Andre folks børn (dokumentarfilm) |
Andre folks børn er en dansk film fra 1958, instrueret af Nic. Lichtenberg og skrevet af Kirsten Bundgaard.
I filmen optræder bl.a. den opdigtede figur Musen Hannibal, som Inge Aasted havde udviklet og havde lagt stemme til ved oplæsninger i Danmarks Radio.

## Medvirkende
- Helge Kjærulff-Schmidt
- Ellen Malberg
- Preben Kaas
- Ole Monty
- Emil Hass Christensen
- Annie Birgit Garde
- Jacob Nielsen
- Lykke Nielsen